# 楊應東
楊應東（？—？），字子仁，雲南大理府太和縣人，民籍，明朝政治人物。

## 生平
嘉靖三十一年（1552年）壬子科雲南鄉試第十七名舉人。嘉靖三十八年（1559年）中式己未科會試第一百四十名，三甲第六十名進士。授江西泰和县知县，历官户部郎中，隆慶二年（1568年）六月升贵州按察司佥事、畢節兵備。

## 家族
曾祖楊遠；祖父楊敷；父楊新，母李氏。具慶下。